# Miss Devil
Pour les articles homonymes, voir Devil (homonymie).
Production
Diffusion
Miss Devil, Diable des Ressources Humaines, Tsubaki Mako (Missデビル 人事の悪魔・椿眞子』, Miss Devil Jinji no Akuma Tsubaki Mako, Mademoiselle Devil, Diable des Ressources Humaines, Tsubaki Mako), ou plus communément appelé Miss Devil est une série télévisée japonaise de type drama diffusée du 14 avril au 16 juin 2018 dans la créneau drama du samedi sur Nippon Television Network. La série mettait en avant comme protagoniste principal la mannequine japonaise Nanao.

## Synopsis
Tsubaki Mako, consultante en ressources humaines, a été surnommée le "diable des ressources humaines" pour sa main de fer. Elle se pavane dans une entreprise bien établie et s'attaque au harcèlement sexuel, au harcèlement de pouvoir, aux rivalités amères entre factions et aux employés monstrueux, autant de problèmes qui peuvent frapper n'importe quelle entreprise, avec ses méthodes extrêmes. Mako résout les problèmes de l'entreprise avec ses tactiques, qui sont audacieuses comme le diable. 

## Distribution
- Nanao : Tsubaki Mako
- Sato Shori : Saito Hiroshi[3]
- Kimura Yoshino : Ito Chihiro
- Seto Saori : Motohashi Mizuki
- Ino Manabu : Ryou Shibasaki
- Osawa Tomoharu : Funakoshi Eiichiro
- Nishida Toshiyuki : Kitamura Kanji
- Yamamoto Naohiro : Sekiuchi Hideomi
- Maeda Koki : Nagumo Youichi
- Shiraishi Sei : Todo Mafuyu
- Wada Masato : Okitsu Shuhei
- Moro Morooka : Kunimoto Yoji
- Yamada Kinuo : Hanamura Yuriko
- Mizusawa Erena : Tabe Kanna
- Yamashita Yorie : Saito Satoko
- Sekiya Riho: Saito Akane
- Shingo Tsurumi : Osamu Saito
- Agata Yuji : Otaka Hiroo

### Invités
- Morinaga Yuki : Kusakabe Tsuyoshi (ep1)
- Nakagoshi Noriko : Kobayakawa Natsuki (ep2)
- Chan Kawai : Kojima Akitoshi (ep2)
- Asaoka Shoji : Jinbo Satoshi (ep2)
- Kaneko Takatoshi : Minoshima Yuzuru (Ep3)
- Gōki Maeda : Yoshida Shinobu (ep3)
- Okayama Hajime : Onoue Kenji (ép. 3)
- Sakai Takahiro : Kishi Kazuaki (ep3)
- Kakei Miwako : Nakayama Karen (Ep4)
- Mizuhashi Kenji : Nashiki Hideo (Ep4)
- Kawakubo Takuji : Takagi Shigekatsu (ep4)
- Sakamoto Mika  : Minato Tomoe (ep4, 6)
- Kobayashi Takashi : Seto Hiroyuki (ép. 5)
- Shinoda Mariko : Yoshitake Yuika (ép. 6)
- Yue Takeyuki : Terada Jiro (ép. 6)
- Yatabe Shun : Abe Yoichi (ep6)
- Sasazaki Rina : Sasamoto Riko (ep6)
- Aoki Genta  : Akagi (ep6)
- Shibuya Kento : Matsubara Hibiki (ep6)
- Hakamada Yoshihiko : Kanroji (Ep7)
- Nagaoka Tasuku : Satonaka (ep7)

## Thèmes musicaux
- Générique de fin : Body Feels Exit par Namie Amuro[4]

- Insert song :  "Innocent Days" de Sexy Zone (Pony Canyon)